# Onthophagus truchmenus
Onthophagus truchmenus är en skalbaggsart som beskrevs av Friedrich Anton Kolenati 1846. Onthophagus truchmenus ingår i släktet Onthophagus och familjen bladhorningar.

## Underarter
Arten delas in i följande underarter:
- O. t. iranicus
- O. t. turkmeniacus